# Incarvillatéine
L'incarvillatéine est un alcaloïde monoterpène dérivé de l'acide truxillique. Il a été isolé des plantes du genre Incarvillea.

## Activité biologique

### Opioïdergique
L'incarvillatéine, isolée d'Incarvillea sinensis, a montré une activité analgésique significative comparé à la morphine.
Cet effet est partiellement bloqué par l'administration de naloxone, de norbinaltorphimine et de bêta-funaltrexamine, des antagonistes avec des sélectivités variées des récepteurs opiacés μ et  κ. La naltrindole, un antagoniste des récepteurs opiacés δ, n'a elle pas bloqué l'action antalgique de l'incarvillatéine. Ces études tendraient à montrer que l'incarvillatéine a une activité opioïdergique, mais au moins une autre étude affirme que la naloxone est inefficace à contrer l'activité antalgique de l'incarvillatéine.

### Adénosinergique
L'incarvillatéine a une activité anti-nociceptive, effet  bloqué par l'administration d'antagonistes des récepteurs d'adénosine tels que la théophylline, ce qui suggère que cette activité passe principalement par les récepteurs d'adénosine.